# Різдво Еркюля Пуаро
«Різдво Еркюля Пуаро» (англ. Hercule Poirot's Christmas) - класичний детективний роман англійської письменниці Агати Крісті за участю Еркюля Пуаро. Уперше опублікований 19 грудня 1938 року.

## Сюжет
Події роману розвертаються напередодні й після Різдва, з 22 по 27 грудня, у заміському будинку Горстон-холл у вигаданому місті Лонгдейлі на кордоні Англії й Шотландії. Книга присвячена розслідуванню вбивства хазяїна будинку - старого мільйонера Симеона Лі, що уперше за двадцять років вирішив зібрати на Різдво всіх своїх дітей. Вбивство відбувається безпосередньо у вечір перед Різдвом після великого сімейного скандалу.
Підозрюваними у вбивстві, як і в більшості романів А. Крісті, виявляються всі родичі й слуги вбитого. При цьому вбивству передує інший злочин - крадіжка.
Основне розслідування веде талановитий місцевий інспектор Сагден за підтримкою полковника Джонсона, начальника поліції Міддлшира (вже з'являвся раніше в романі "Трагедія у трьох актах" 1935 р.). Оскільки у вечір вбивства в будинку Джонсона гостював його друг Еркюль Пуаро, то він запрошує його допомогти в розкритті вбивства як неофіційного консультанта.
1. ↑  (unspecified title) — ISBN 972-38-1320-3